# كلية فليتشر للقانون والدبلوماسية
كلية فليتشر للقانون والدبلوماسية (بالإنجليزية: The Fletcher School of Law and Diplomacy)‏ هي كلية متخصصة تابعة لجامعة تافتس تعتبر أقدم مدرسة في الولايات المتحدة مخصصة فقط للدراسات العليا في الشؤون الدولية. وتعتبر كلية فليتشر واحدة من المدارس العليا قبل كل شيء في العالم من العلاقات الدولية يتضمن خريجات المدرسة مئات من الجلوس السفراء؛ الصحفيين والكتاب الحائز على جائزة. قادة عمليات حفظ السلام الدولية والمبادرات الإنسانية والأمنية. رؤساء المنظمات غير الربحية العالمية؛ والقيادة التنفيذية لبعض من أكبر الشركات للربح في العالم.

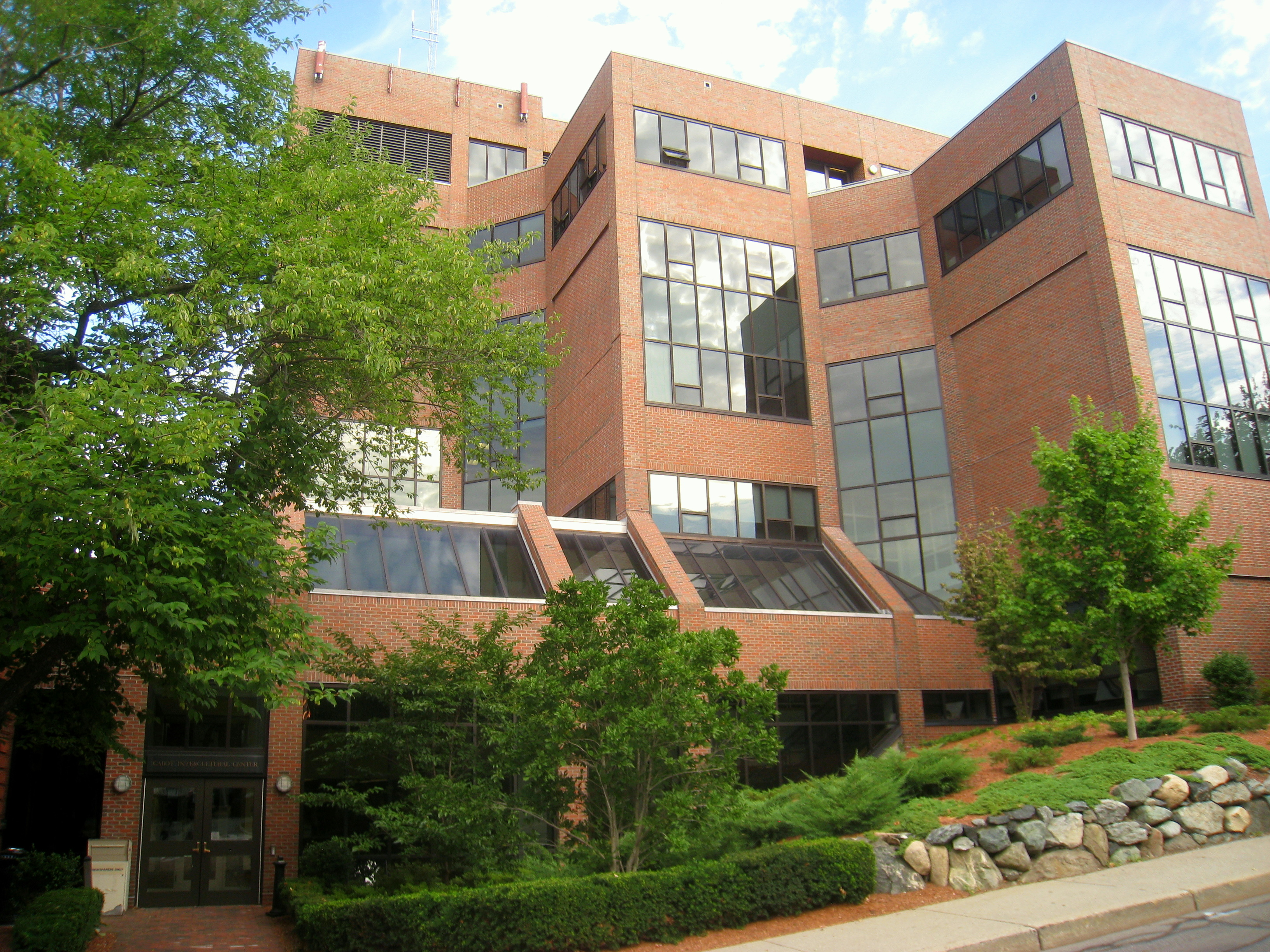
مركز الحوار بين الثقافات كابوت، 2010 2010

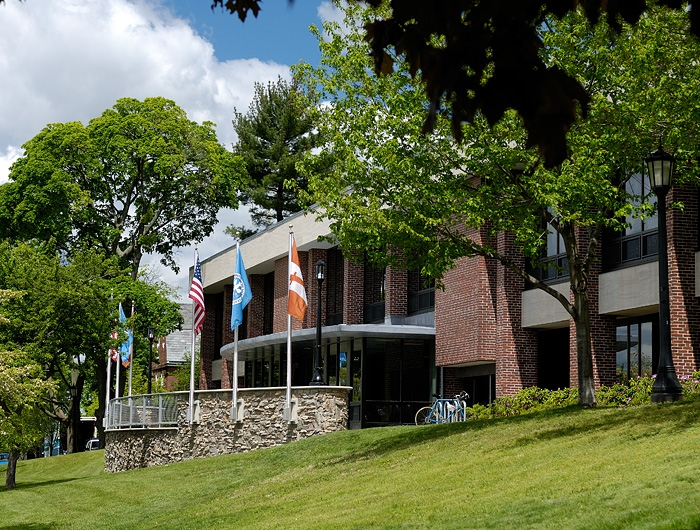
قاعة موقار, 2009

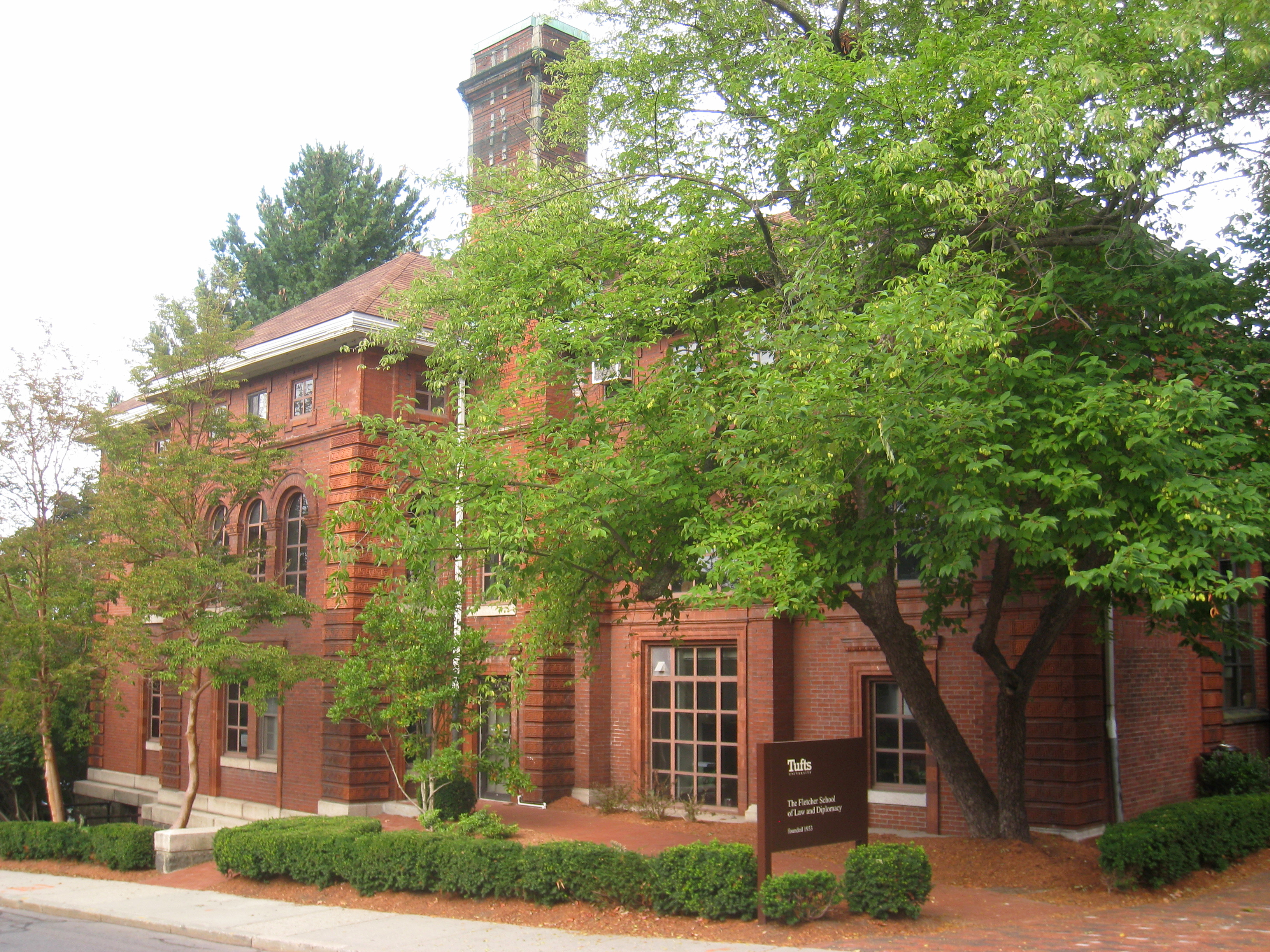
قاعة غودارد 2010

## خريجون بارزون
- شهريار خان (1934 ـ 2024)، وزير خارجية باكستان الأسبق.